# Aloe amudatensis
Aloe amudatensis är en grästrädsväxtart som beskrevs av Gilbert Westacott Reynolds. Aloe amudatensis ingår i släktet Aloe och familjen grästrädsväxter. Inga underarter finns listade i Catalogue of Life.